# 누마베촌 (미야기현 시바타군)
누마베촌(沼辺村)은 일본 미야기현 시바타군에 설치되었던 촌이다. 현재의 무라타정에 해당한다.